# Kent Manderville
Kent Manderville (né le 12 avril 1971 à Edmonton dans la province d'Alberta au Canada) est un joueur professionnel canadien de hockey sur glace. Il évoluait au poste de centre.

## Biographie
Il a évolué dans la Ligue de hockey junior de la Saskatchewan avec les Hounds de Notre Dame durant la saison 1988-1989 et est repêché par les Flames de Calgary au deuxième tour, 24e rang, lors du repêchage d'entrée dans la LNH 1989. Il part faire ses études à l'Université Cornell et joue pour l'équipe du Big Red durant deux saisons. Il participe avec l'équipe nationale canadienne lors des Jeux olympiques d'hiver de 1992 ayant lieu à Albertville en France. Il remporte la médaille d'argent après que son équipe ait perdu la finale face à l'équipe unifiée.
Il fait ses débuts professionnels dans la Ligue nationale de hockey en 1991-1992 avec les Maple Leafs de Toronto, équipe qui l'a acquis des Flames en janvier 1992. Après 15 matchs en saison régulière dans la LNH, il rejoint les Maple Leafs de Saint-Jean, équipe affiliée à Toronto dans la Ligue américaine de hockey, lors des séries éliminatoires et aide l'équipe à atteindre la finale de la Coupe Calder, finale perdue face aux Red Wings de l'Adirondack. 
En décembre 1995, il est échangé aux Oilers d'Edmonton contre Peter White et un choix de repêchage. Il joue une demi-saison avec les Oilers avant de signer comme agent libre avec les Whalers de Hartford à l'été 1996. Après une saison à jouer entre la LNH et la LAH, il suit l'équipe lors de son déménagement en Caroline du Nord, équipe devenant les Hurricanes de la Caroline. Il joue trois saisons avec cette équipe avant d'être échangé en mars 2000 aux Flyers de Philadelphie en retour de Sandy McCarthy.
En mars 2002, il passe aux Penguins de Pittsburgh contre le joueur Billy Tibbetts. Après avoir joué l'intégralité de la saison 2002-2003 avec Pittsburgh, il quitte la LNH pour l'Europe en signant un contrat avec le Timrå IK au championnat de Suède. Après trois saisons en Suède, il part jouer pour les Espoo Blues en Finlande pour la saison 2006-2007 avant de se retirer du hockey professionnel.

## Statistiques

### En club
| Saison     | Équipe                    | Ligue      |     | Saison régulière | Saison régulière | Saison régulière | Saison régulière | Saison régulière |   | Séries éliminatoires | Séries éliminatoires | Séries éliminatoires | Séries éliminatoires | Séries éliminatoires |
| Saison     | Équipe                    | Ligue      | PJ  | B                | A                | Pts              | Pun              | PJ               | B | A                    | Pts                  | Pun                  |                      |                      |
| 1988-1989  | Hounds de Notre Dame      | SJHL       | 58  | 39               | 36               | 75               | 165              | -                | - | -                    | -                    | -                    |                      |                      |
| 1989-1990  | Université Cornell        | ECAC       | 26  | 11               | 15               | 26               | 28               | -                | - | -                    | -                    | -                    |                      |                      |
| 1990-1991  | Université Cornell        | ECAC       | 28  | 17               | 14               | 31               | 60               | -                | - | -                    | -                    | -                    |                      |                      |
| 1990-1991  | Équipe du Canada          | Intl       | 3   | 1                | 2                | 3                | 0                | -                | - | -                    | -                    | -                    |                      |                      |
| 1991-1992  | Équipe du Canada          | Intl       | 63  | 16               | 24               | 40               | 78               | -                | - | -                    | -                    | -                    |                      |                      |
| 1991-1992  | Maple Leafs de Toronto    | LNH        | 15  | 0                | 4                | 4                | 0                | -                | - | -                    | -                    | -                    |                      |                      |
| 1991-1992  | Maple Leafs de Saint-Jean | LAH        | -   | -                | -                | -                | -                | 12               | 5 | 9                    | 14                   | 14                   |                      |                      |
| 1992-1993  | Maple Leafs de Saint-Jean | LAH        | 56  | 19               | 28               | 47               | 86               | 2                | 0 | 2                    | 2                    | 0                    |                      |                      |
| 1992-1993  | Maple Leafs de Toronto    | LNH        | 18  | 1                | 1                | 2                | 17               | 18               | 1 | 0                    | 1                    | 8                    |                      |                      |
| 1993-1994  | Maple Leafs de Toronto    | LNH        | 67  | 7                | 9                | 16               | 63               | 12               | 1 | 0                    | 1                    | 4                    |                      |                      |
| 1994-1995  | Maple Leafs de Toronto    | LNH        | 36  | 0                | 1                | 1                | 22               | 7                | 0 | 0                    | 0                    | 6                    |                      |                      |
| 1995-1996  | Maple Leafs de Saint-Jean | LAH        | 27  | 16               | 12               | 28               | 26               | -                | - | -                    | -                    | -                    |                      |                      |
| 1995-1996  | Oilers d'Edmonton         | LNH        | 37  | 3                | 5                | 8                | 38               | -                | - | -                    | -                    | -                    |                      |                      |
| 1996-1997  | Falcons de Springfield    | LAH        | 23  | 5                | 20               | 25               | 18               | -                | - | -                    | -                    | -                    |                      |                      |
| 1996-1997  | Whalers de Hartford       | LNH        | 44  | 6                | 5                | 11               | 18               | -                | - | -                    | -                    | -                    |                      |                      |
| 1997-1998  | Hurricanes de la Caroline | LNH        | 77  | 4                | 4                | 8                | 31               | -                | - | -                    | -                    | -                    |                      |                      |
| 1998-1999  | Hurricanes de la Caroline | LNH        | 81  | 5                | 11               | 16               | 38               | 6                | 0 | 0                    | 0                    | 2                    |                      |                      |
| 1999-2000  | Hurricanes de la Caroline | LNH        | 56  | 1                | 4                | 5                | 12               | -                | - | -                    | -                    | -                    |                      |                      |
| 1999-2000  | Flyers de Philadelphie    | LNH        | 13  | 0                | 3                | 3                | 4                | 18               | 0 | 1                    | 1                    | 22                   |                      |                      |
| 2000-2001  | Flyers de Philadelphie    | LNH        | 82  | 5                | 10               | 15               | 47               | 6                | 1 | 2                    | 3                    | 2                    |                      |                      |
| 2001-2002  | Flyers de Philadelphie    | LNH        | 34  | 2                | 5                | 7                | 8                | -                | - | -                    | -                    | -                    |                      |                      |
| 2001-2002  | Penguins de Pittsburgh    | LNH        | 4   | 1                | 0                | 1                | 4                | -                | - | -                    | -                    | -                    |                      |                      |
| 2002-2003  | Penguins de Pittsburgh    | LNH        | 82  | 2                | 5                | 7                | 46               | -                | - | -                    | -                    | -                    |                      |                      |
| 2003-2004  | Timrå IK                  | Elitserien | 23  | 3                | 8                | 11               | 18               | 9                | 2 | 2                    | 4                    | 47                   |                      |                      |
| 2004-2005  | Timrå IK                  | Elitserien | 34  | 9                | 3                | 12               | 90               | 7                | 0 | 1                    | 1                    | 18                   |                      |                      |
| 2005-2006  | Timrå IK                  | Elitserien | 43  | 11               | 9                | 20               | 79               | -                | - | -                    | -                    | -                    |                      |                      |
| 2006-2007  | Espoo Blues               | SM-liiga   | 45  | 19               | 17               | 36               | 86               | 8                | 1 | 3                    | 4                    | 20                   |                      |                      |
| Totaux LNH | Totaux LNH                | Totaux LNH | 646 | 37               | 67               | 104              | 348              | 67               | 3 | 3                    | 6                    | 44                   |                      |                      |

### En équipe nationale
| Année | Compétition                 |   | PJ | B | A | Pts | Pun               |  | Résultat |
| 1990  | Championnat du monde junior | 7 | 1  | 2 | 3 | 0   | Médaille d'or     |  |          |
| 1991  | Championnat du monde junior | 7 | 1  | 6 | 7 | 0   | Médaille d'or     |  |          |
| 1992  | Jeux olympiques             | 8 | 1  | 2 | 3 | 0   | Médaille d'argent |  |          |

## Trophées et honneurs personnels
- 1989-1990 : nommé recrue de l'année de l'ECAC.

## Transactions en carrière
- 1989 : repêché par les Flames de Calgary au deuxième tour, 24e rang au total.
- 2 janvier 1992 : échangé par les Flames aux Maple Leafs de Toronto avec Doug Gilmour, Jamie Macoun, Rick Wamsley et Ric Nattress contre Gary Leeman, Oleksandr Hodyniouk, Jeff Reese, Michel Petit et Craig Berube.
- 4 décembre 1995 : échangé par les Maple Leafs aux Oilers d'Edmonton contre Peter White et un choix de quatrième tour au repêchage de 1996 (Jason Sessa).
- 2 octobre 1996 : signe en tant qu'agent libre avec les Whalers de Hartford.
- 25 juin 1997 : droits transférés de Hartford en Caroline, en même temps que la franchise.
- 14 mars 2000 : échangé par les Hurricanes aux Flyers de Philadelphie contre Sandy McCarthy.
- 17 mars 2002 : échangé par les Flyers aux Penguins de Pittsburgh contre Billy Tibbetts.
- 21 novembre 2003 : signe en tant qu'agent libre avec le Timrå IK.
- 29 juin 2006 : signe en tant qu'agent libre avec les Kloten Flyers.